# 18 Элула
18 Элула (Хай Элул) — хасидский праздник, празднуемый любавическими хасидами каждый год 18 числа месяца Элул.

## История
В этот день 18 Элула 5458 года родился основоположник Хасидизма Баал Шем Тов, а в 18 Элула 5505 года — основатель хасидского движения ХАБАД Шнеур Залман из Ляд.